# 世界の孫
『世界の孫』（せかいのまご）は、SABEの漫画作品。2005年から2008年1月まで月刊アフタヌーンにて連載。全3巻。

## あらすじ
「孫顔」（まごがお）という、見る物のほとんどを老人が孫を見るような気持ちにさせてしまう
天性の才能？を有した女子中学生の主人公、「甘栗甘水」（あまぐりあまみ）を中心に描かれる学園漫画。
やたらと格闘とイカの描写に力が入っているのが特徴。

## 登場人物

### 鰊中学
甘栗 甘水（あまぐり あまみ）
本作の主人公。こけしのような純和風の孫顔をしている。その孫のみが持つ特有の雰囲気によって、老人を中心に「かまってあげたい」と無条件に思わせてしまう。中学校への道中でも毎日、老人達に和菓子を振舞われるなどして遅刻してしまう。見た目に反して動きは素早く、当て身や抜刀術を特技とする。時代劇マニア。
甘いものが大好きで、甘味が切れると動けなくなってしまう。
基本的な行動パターンは幼児そのもの。自由奔放。歩く際の擬音は「チコチコ」。
銭亀 イカ子（ぜにがめ いかこ）
鰊中学の教師で、甘水の担任。「女の武器」を使い、学園を支配することを野望としている。
その計画のひとつとして鰊中学校長と肉体関係を持っていたりしたが、校長までも甘水の「孫」の虜になってしまった為に何とか甘水を排除しようと画策する。
無類のイカ好きで、着ている服や、部屋のインテリアなどは全てイカ関係のデザイン。
常に体内にイカを大量装備しており、イカそのものを武器としたり、
イカを下僕のように操ったりもする。生徒には「イカ臭い」と思われている。
甘水の敵役として本作で一番台詞が多い。
伝法寺 破矢子（でんぽうじ はやこ）
甘水の通う鰊（にしん）中学校で同クラスの委員長。担任のイカ子に甘水の遅刻をなんとかするよう命令され、それがきっかけで「孫パワー」の虜となってしまう。
当初は甘水のせいで何かとトラブルに巻き込まれ、怪我ばかりしているキャラであったが、
物語の途中から「ロイヤルバレエ成龍門」という、バレエ教室とは名ばかりの功夫道場に通っている事がわかり、棒術に長けた格闘キャラとなる。
日蓮 尚和（にちれん なおか）
早生まれで学年で一番誕生日が遅い「妹キャラ」としてアイドル的存在であったが、
甘水の「孫キャラ」登場により、その座を奪われる。
何とかその地位奪回を図ろうと暗躍するが…。
体に暗器を大量に仕込んでいたり、髪飾りが爆薬だったりと、かなり危険な人物。
安西 マリア（あんざい まりあ）
甘水の幼馴染。想いを寄せていた千石久慈が、甘水によって酷い傷を負ってグレてしまった（と勘違いしている）為に、甘水への復讐心を燃やしている。
両腕から竜巻のような物を放出できる。
千石 久慈（せんごく ひさじ）
甘水の幼馴染。顔に幼い頃に、甘水につけられた袈裟斬りのような傷跡がある。
甘水と同じく時代劇マニア。
素行不良で更生施設に入っていた。安西マリアは彼氏と思っているが…。
四谷弥七（よつや やしち）
甘水と同じクラスの老け顔生徒。作中での役割は解説役。
三ノ輪万七（みのわ まんしち）
矢七と同じく、甘水と同クラスの老け顔生徒で解説役。肥満体でもち肌。
鰊中学校長（にしんちゅうがくこうちょう）
鰊中学の校長。本名はまだ無い。甘水が登場するまではイカ子の虜であったが、
孫の魅惑に勝てず、以後は甘水支持に回る。
ジェイル大橋（ジェイル おおはし）
鰊中学の地下にある反省房の番人。黒覆面姿。ボヨンボヨンのメタボリック腹を揺らして
反省房に送られてきた生徒を脅す。校長と同じく当初はイカ子の虜であったが
後に甘水の孫の魅力に虜となり鞍替え。

### メゾン・ド・エロイカ
烏賊ひろみ（いか ひろみ）
イカ子の下僕。18歳フリーター女性。イカ子を「姫様」と呼び慕っている。
料理から洗濯まで、イカ子の身の回りの世話をしている。
室田イカ夫（むろた イカお）
イカ子の下僕。42歳アパレルメーカー勤務。イカ子の衣装デザインを担当。
イカの姿をモチーフにした服ばかりをイカ子に提供している。
池田イカ太郎（いけだ イカたろう）
イカ子の下僕。30歳自称工芸家。イカ子の武器製作を担当。
当然、武器もイカのデザインをモチーフとしている。

### その他
任世官（イエン・シーカン）
日本人の女性で25歳。しかしその容貌は武術に卓越した中高年男性である。
バレエと功夫を融合した「ロイヤルバレエ成龍門」の師範をしている。
靈空大師（リンクンだいし）
甘水に「当て身」を伝授した高僧。そのモットーは「やたらに人を殺してはならん!」。

## トリビア
- 作品の舞台は「熊野市鰊町」であるが、現実の熊野市には「鰊町」は存在しない。